# Hippolyte, tragédie tournée de Sénèque
Pour les articles homonymes, voir Hippolyte.
Hippolyte, tragédie tournée de Sénèque est une traduction de la pièce latine de Sénèque, appelée aussi Phèdre. En 1591, le traducteur, Jean Yeuwain, y prend quelques libertés avec l'original.

## Résumé par l'abbé de Marollesde l'Hippolytede Sénèque (1664)
- Acte I : le jeune Hippolyte distribue à chacun de ses gens la charge et les emplois qu'ils doivent avoir pour la chasse, leur marque les lieux où ils doivent aller, et invoque le secours de Diane déesse des chasseurs. Phèdre déclare à sa Nourrice qu'elle brûle d'amour pour Hippolyte, dont la Nourrice tâche vainement de la détourner. Le chœur maintient que toutes choses cèdent à l'amour, les hommes de quelque pays, de quelque âge et de quelque condition qu'ils soient, et les Dieux mêmes du Ciel et des Enfers, aussi bien que toutes sortes d'animaux.
- Acte II : la Nourrice se plaint des mauvaises suites de l’Amour, de la maladie et de l’impatience que donne cette violente passion. Puis tout d’un coup Phèdre paraît, travestie en habit d’amazone ou de chasseresse pour plaire à Hippolyte. La Nourrice s’efforce adroitement de fléchir l’esprit d’Hippolyte, pour le faire consentir aux délices de l’amour et aux douceurs de la vie civile : mais Hippolyte ne veut point changer d’humeur, et préfère de bien loin ses inclinations pour la vie champêtre à tous les plaisirs de la société humaine dont la Nourrice l’a entretenu. Phèdre et sa Nourrice attaquent par toutes sortes d’artifices la pudicité du jeune homme, mais elles ne la peuvent surmonter. C’est pourquoi elles ont recours à la calomnie. Le chœur fait prière aux Dieux, que la beauté soit autant avantageuse à Hippolyte qu’elle a été pernicieuse et fatale à plusieurs et, sur la fin, il voit revenir Thésée.
- Acte III : Thésée étant de retour des Enfers demande à la Nourrice de sa femme, qu’il trouve devant lui, la cause du deuil de sa maison : elle ne lui répond autre chose, sinon que Phèdre a pris la résolution de se faire mourir. Phèdre feint d’abord qu’elle aime mieux mourir que de déclarer à Thésée la violence qu’on lui a faite : et comme Thésée fait des menaces à la Nourrice pour lui avouer la vérité de ce qui s’est passé, elle lui montre l’épée qu’Hippolyte avait laissée. Thésée ayant reconnu l’épée, et se laissant emporter par la colère contre son fils, qui ne l’avait point mérité, lui souhaite la mort. Le chœur se plaint que comme le cours du ciel et de toutes les autres choses se conduit avec de certaines mesures, toutefois les choses humaines ne sont pas réglées par la justice, puisque les gens de bien sont persécutés et les méchants sont récompensés.
- Acte IV : un messager raconte à Thésée comme Hippolyte a été mis en pièces par ses propres chevaux, qu’un taureau marin envoyé par Neptune à la prière de Thésée, avait épouvantés. Le chœur fait un récit de l’inconstance des grandes fortunes et des périls où elles sont exposées, recommande la sûreté des petites et déplore la mort d’Hippolyte.
- Acte V : Phèdre déclare l’innocence d’Hippolyte et avoue son crime, puis elle se tue de sa propre main. Thésée regrette la mort de son fils, lui donne les honneurs de la sépulture et les refuse justement à sa cruelle marâtre.